# Dimitris Tsiodras
Dimitrios (Dimitris) Tsiodras (gr. Δημήτριος (Δημήτρης) Τσιόδρας; ur. 26 października 1959 w Manaris) – grecki dziennikarz, polityk i urzędnik państwowy, poseł do Parlamentu Europejskiego X kadencji.

## Życiorys
Absolwent Uniwersytetu Narodowego im. Kapodistriasa w Atenach, na którym studiował nauki polityczne. Uzyskał magisterium ze stosunków międzynarodowych w The Fletcher School of Law and Diplomacy na Tufts University. Zawodowo związany z dziennikarstwem, specjalizując się w polityce międzynarodowej i europejskiej. Pracował w gazecie „Kiriakatiki Elefterotipia” oraz dzienniku „Katimerini”. Był redaktorem politycznym w radiu Flash, a także analitykiem w telewizji Skai TV. Jego teksty ukazywały się na łamach czasopism „Le Monde diplomatique” i „Courrier International”.
W 2011 został dyrektorem biura prasowego premiera Lukasa Papadimosa, w 2012 był rzecznikiem prasowym przejściowego gabinetu Panajotisa Pikramenosa. Od 2015 pełnił funkcję rzecznika prasowego ugrupowania To Potami. W 2019 premier Kiriakos Mitsotakis powierzył mu kierowanie swoim biurem prasowym. W wyborach w 2024 z listy Nowej Demokracji uzyskał mandat posła do Parlamentu Europejskiego X kadencji.